# (33063) 1997 VB3
1997 VB3 (asteroide 33063) é um asteroide da cintura principal. Possui uma excentricidade de 0.19971580 e uma inclinação de 4.49906º.
Este asteroide foi descoberto no dia 6 de novembro de 1997 por Takao Kobayashi em Oizumi.